# Fonds de développement des femmes africaines
Le Fonds de développement des femmes africaines (African Women's Development Fund, AWDF) est la première fondation panafricaine à soutenir le travail des organisations de défense des droits des femmes en Afrique,. L'AWDF a été fondé en 2001 par Bisi Adeleye-Fayemi, Joana Foster et Hilda Tadria. Il appartient au Réseau international des fonds pour les femmes (en), une organisation parapluie pour les fondations féministes qui se concentrent sur le soutien des droits humains des femmes.

## Réalisations
Ellen Johnson Sirleaf, présidente du Liberia et lauréate du prix Nobel de la paix 2011 a prononcé la conférence du dixième anniversaire de l'AWDF lors des célébrations à Accra, au Ghana, en novembre 2010. A cette occasion, Sirleaf a déclaré: « Félicitations sincères à vous, sœurs d'AWDF, pour avoir atteint votre dixième année ! Vous avez atteint vos objectifs; vous avez traversé la crise économique mondiale; vous avez fait preuve de résilience et de détermination pour réussir dans votre noble cause à promouvoir le leadership et l'autonomisation des femmes africaines ».
Entre 2001 et 2016, l'AWDF a distribué 26 millions de dollars américains à des organisations de défense des droits des femmes.
L'AWDF a signé un document de travail pour guider son analyse et ses pratiques lors du Forum des féministes africaines qui s'est tenu à Accra du 15 au 19 novembre 2016.

## Personnalités
- Abena Amoah
- Angela Dwamena-Aboagye
- Hilda Tadria[7]
- Mariam Tendou Kamara
- Nana Darkoa Sekyiamah[8]
- Theo Sowa